# Proyección conforme de Lambert

Esquema de la proyección conforme cónica de Lambert

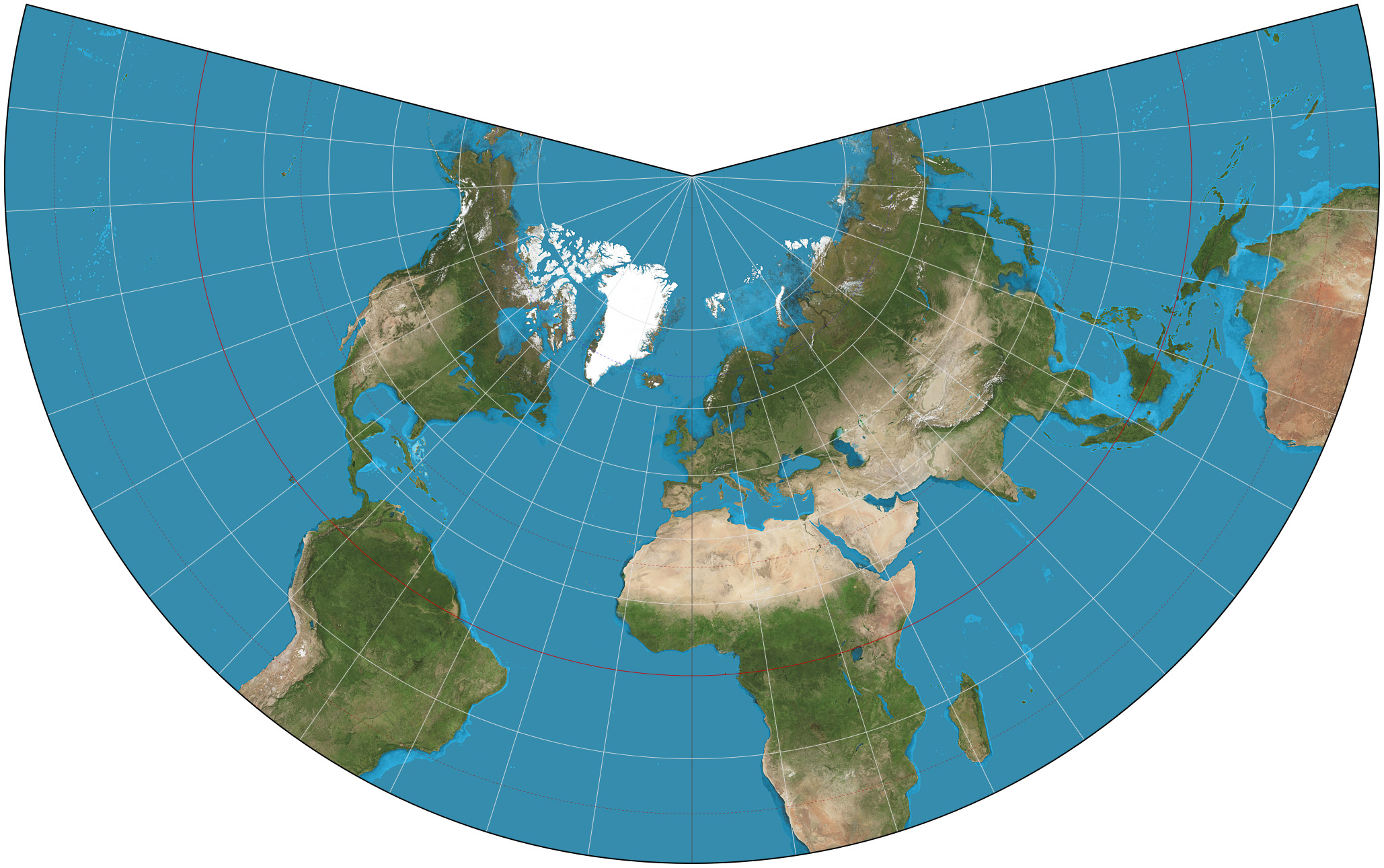
La proyección cónica conforme de Lambert con paralelos estándar a 20°N y 50°N. la proyección extiende hacia el infinito hacia el sur, y por eso se ha cortada en los 30°S.

La proyección conforme cónica de Lambert, o, más sencillamente, proyección de Lambert es una de las proyecciones cartográficas presentadas por el matemático, físico, filósofo y astrónomo mulhousiano Johann Heinrich Lambert en 1772.
En esencia, la proyección superpone un cono sobre la esfera de la Tierra, con dos paralelos de referencia secantes al globo e intersecándolo. Esto minimiza la distorsión proveniente de proyectar una superficie tridimensional a una bidimensional. La distorsión es nula a lo largo de los paralelos de referencia, y se incrementa fuera de los paralelos elegidos. Como el nombre lo indica, esta proyección es conforme.
Los pilotos de aviones utilizan estas cartas volando en rutas de arcos de círculos máximos para recorrer la distancia más corta entre dos puntos de la superficie, que en una carta de Lambert aparecerá como una línea curva que debe ser calculada en forma separada para asegurar de identificar los puntos intermedios correctos en la navegación.
Sobre la base de la proyección cónica simple con dos meridianos de referencia Lambert ajustó matemáticamente la distancia ente paralelos para crear un mapa conforme. Como los meridianos son líneas rectas y los paralelos arcos de círculo concéntricos las diferentes hojas encajan perfectamente.

## Transformación
Las coordenadas de un sistema de referencia geodésico esférico se pueden transformar a coordenadas de la proyección cónica conforme de Lambert con las siguientes fórmulas, donde {\displaystyle \lambda }  es la longitud, {\displaystyle \lambda _{0}} la longitud de referencia, {\displaystyle \phi } la latitud, {\displaystyle \phi _{0}} la latitud de referencia y {\displaystyle \phi _{1}} y {\displaystyle \phi _{2}}  los paralelos estándar:

{\displaystyle x=\rho \sin[n(\lambda -\lambda _{0})]}

{\displaystyle y=\rho _{0}-\rho \cos[n(\lambda -\lambda _{0})]}

donde:
- {\displaystyle n={\frac {\ln(\cos \phi _{1}\sec \phi _{2})}{\ln[\tan({\frac {1}{4}}\pi +{\frac {1}{2}}\phi _{2})\cot({\frac {1}{4}}\pi +{\frac {1}{2}}\phi _{1})]}}}
- {\displaystyle \rho =F\cot ^{n}({\frac {1}{4}}\pi +{\frac {1}{2}}\phi )}
- {\displaystyle \rho _{0}=F\cot ^{n}({\frac {1}{4}}\pi +{\frac {1}{2}}\phi _{0})}
- {\displaystyle F={\frac {\cos \phi _{1}\tan ^{n}({\frac {1}{4}}\pi +{\frac {1}{2}}\phi _{1})}{n}}}